# Montoro (Córdoba)
Montoro este un oraș din Spania, situat în provincia Cordoba din comunitatea autonomă Andaluzia, Spania.

## Istoria
Montoro a fost cunoscut sub numele de Epora în epoca romană, și a devenit un importantă cetate maură în Evul Mediu.

## Geografia
Acesta este situat la aproximativ 45 km la est-nord-est de capitala provinciei, Córdoba.

### Demografia
În 2008, orașul avea o populație estimată de 9895, cu 4897 bărbați și 4998 femei.